# Semenczuk
Semenczuk (ukr. Семенчук) – przełęcz w Karpatach ukraińskich, w masywie Gór Jałowyczorskich. Położona na południu rejonu putylskiego obwodu czerniowieckiego, na dziale wodnym rzek Ołeniu (dopływ Kobyłary – jednego z dopływów Suczawy) i Saraty (dopływu Białego Czeremoszu). Wysokość przełęczy to 1410 m (według innych danych – 1405 albo 1414 m).
Przełęczą prowadzi droga znaczenia lokalnego, która łączy wsie Szepit i Sarata. Droga nie ma twardego pokrycia (gruntowa), jest warunkowo przejezdna, odpowiednia dla transportu konnego, motocykli albo samochodów o podwyższonym prześwicie. Zimą z przełęczy nie korzysta się.
250 m od przełęczy przechodzi granica ukraińsko-rumuńska, a 3,5 km na północny zachód, na górze Tomnatyk (pasmo Tomnatykuł) jest położona opuszczona baza radzieckiej OPL – „Pamir”. W niej zachowały się jeszcze ogromne, białe balony, wewnątrz których znajdują się urządzenia lokalizacyjne.